# FK Lucs-Enyergija Vlagyivosztok
Az FK Lucs-Enyergija Vlagyivosztok (oroszul: Футбольный клуб "Луч-Энергия" Владивосток, magyar átírásban: Futbolnij Klub Lucs-Enyergija Vlagyivosztok) egy orosz labdarúgócsapat Vlagyivosztokban, Oroszországban. Jelenleg az orosz élvonalban szerepel.
A csapat legfőbb érdekessége, hogy az UEFA-tagszövetségek legkeletibb labdarúgócsapata, Vlagyivosztok Moszkvától megközelítőleg 15 ezer kilométerre keletre található.

## Korábbi csapatnevek
- Gyinamo Vlagyivosztok (1958)
- Lucs Vlagyivosztok (1959–2003)

## Története
A Gyinamo Vlagyivosztok 1958-ban kezdte meg szereplését a szovjet távol-keleti regionális labdarúgó-bajnokságban. A B osztályos csapatokat felvonultató pontvadászatot 1965-ben már Lucs Vlagyivosztok néven nyerte meg. Az A osztályban 1972-ig, a szovjet labdarúgó-bajnokság újraszervezéséig szerepelt.
A Lucs 1972-től 1991-ig a szovjet harmadosztály keleti csoportjában szerepelt, ahol 1984-ben érte el legjobb eredményét egy második hellyel.
A Szovjetunió 1992-es felbomlását követően az orosz labdarúgó-bajnokság másodosztályának keleti csoportjába sorolták. A pontvadászat élén végzett, így 1993-ban történelme során először indulhatott élvonalbeli csapatként. Újonc első osztályú csapatként a 15. helyen zárt, így előbb osztályozóra kényszerült, majd a sikertelen tornát követően kiesett a másodosztályba.
A Lucs három szezont követően 1997-ben kiesett az orosz harmadosztályba, ahol a keleti csoport 2003-as bajnoki címéig szerepelt. A másodosztályt 2005-ben megnyerte, így 13 év után ismét az orosz élvonalban játszhatott, amelynek mindmáig stabil tagja maradt.

## Vezetőedzők 2003 óta
- Viktor Antihovics (2003–2004)
- Szergej Pavlov (2004–2007)
- Zoran Vulić (2008–)

## Külső hivatkozások
- A Lucs-Enyergija hivatalos oldala (oroszul)